# A24
А24 — американская независимая развлекательная компания, которая специализируется на производстве фильмов и телевизионных программ, а также на дистрибуции фильмов. Компания базируется в Манхэттене, Нью-Йорк.
Компания A24 была основана в 2012 году Дэниелом Кацем (глава финансовой группы по кинофинансированию в компании Guggenheim Partners), Дэвидом Фенкелем (президент и соучредитель кинопроизводственной и дистрибьюторской компании Oscilloscope Laboratories) и Джоном Ходжесом (директор по производству и развитию независимой продюсерской компании Big Beach). До прихода в A24 (первоначальное название — A24 Films) они много работали в кино и продюсировании, а затем покинули свои должности, чтобы учредить свою компанию, специализирующуюся на дистрибуции фильмов. Начав умеренно в 2013 году с фильма «Умопомрачительные фантазии Чарльза Свона — третьего», компания начала расти с выходом в том же году фильма «Отвязные каникулы». Компания стала более известной после того, как приобрела американские права на фильмы «Из машины» и «Комната», а также мировые права на фильм «Ведьма», и с тех пор значительно выросла. В конце 2013 года она заключила соглашения с DirecTV Cinema и Amazon Prime, через которые распространялись некоторые фильмы. В 2016 году название компании было сокращено до A24. В 2022 году A24 выпустили фильм «Всё везде и сразу», победивший в семи номинациях премии «Оскар», включая «Лучший фильм».
Телевизионное подразделение A24 выпустило множество программ, включая сериалы «Грызня» (2023), «Эйфория» (с 2019), «Ирма Веп» (2022), «Мистер Корман» (2021) и «Рами» (с 2019).
Компания также часто сотрудничала с художественно мыслящими сценаристами и режиссерами, включая Даррена Аронофски, Ари Астера, Шона Бэйкера, Дэниелов, Роберта Эггерса, Алекса Гарленда, Йоргоса Лантимоса, Дэвида Лоури и Братьев Сафди.
A24 заработали репутацию ведущей компании в области независимого кино со страстной фанатской базой. Их проекты также оказали большое влияние на стиль современных фильмов ужасов и артхауса, а также других областей. A24 также известна оригинальностью фильмов, которые производит, обычно избегая стиля фильмов, произведенных и/или выпущенных студиями «Большой пятерки».
По состоянию на 2023 год фильмы компании получили в общей сложности 49 номинаций на премию «Оскар», одержав победу в 16 из них.

## История

### 2012—2013: Основание и ранние годы
А24 была основана 20 августа 2012 года опытными кинодеятелями Дэниэлом Кацом, Дэвидом Фенкелем и Джоном Ходжесом. Кац ранее возглавлял финансовую группу у Guggenheim Partners (инвестиции), Фенкель был экс-президентом, соучредителем и партнером в кинокомпании Oscilloscope, и Ходжес занимал должность директора по производству и развитию в продюсерской компании Big Beach. Название «A24» было вдохновлено итальянской автострадой A24, по которой ехал Кац, когда решил основать компанию; по совпадению, эта автострада также известна в истории итальянского кино как место расположения многих маленьких абруццких городков и сельских пейзажей, использованных в фильмах мастеров неореализма и сюрреализма.
Компания Guggenheim Partners предоставила стартовый капитал для A24. Компания была создана для того, чтобы делиться «фильмами с особой точкой зрения». В октябре 2012 года Николетт Айзенберг, ранее занимавшая должность старшего руководителя по связям с общественностью в компании 42West, присоединилась к компании в качестве главы отдела по связям с общественностью.
Компания начала дистрибуцию фильмов в 2013 году. Первым кинотеатральным релизом компании стал фильм Романа Копполы «Умопомрачительные фантазии Чарльза Свона — третьего», который вышел в ограниченный прокат. Среди других театральных релизов 2013 года — «Элитное общество» Софии Копполы, «Отвязные каникулы» Хармони Корина, «Захватывающее время» Джеймса Понсольдта и «Бомба» Салли Поттер.
В сентябре 2013 года A24 заключила сделку на 40 миллионов долларов с DirecTV Cinema, по которой DirecTV Cinema будет имеет эксклюзивные права на предложение фильмов в сервисе видео по запросу за 30 дней до их театрального выпуска A24; «Враг» стал первым фильмом, распространяемым в рамках сделки. В том же году A24 заключила соглашение с Amazon Prime, согласно которому фильмы, распространяемые A24, будут доступны на Amazon Instant Video после того, как они станут доступны на Blu-ray и DVD.

### 2014—2017: Телевидение и дальнейшее производство
В мае 2015 года A24 объявила, что откроет телевизионное подразделение и начала продюсировать сериал USA Network «Дом игр», а также работать над разработкой телесериала, которым позже станет «Товарищ детектив», спродюсированный Ченнингом Татумом. Компания также объявила, что займётся финансированием и разработкой пилотов.
В январе 2016 года к компании присоединилась Саша Ллойд, занявшая должность руководителя по распространению фильмов, телевидения и развитию бизнеса на международном рынке. Компания в сотрудничестве с Bank of America, J.P. Morgan & Co. и SunTrust Banks месяц спустя также увеличила свою кредитную линию с 50 миллионов долларов до 125 миллионов долларов, чтобы расширить деятельность. В апреле компания приобрела все зарубежные права на фильм «Человек — швейцарский нож», впервые распространяя фильм на всех территориях и сотрудничая с дистрибьюторами, которые ранее приобрели права на фильм. В июне компания вместе с Oscillography и дистрибьютором Honora присоединилась к BitTorrent Now, чтобы распространять работы из своего портфолио через поддерживаемый рекламой сервис.
В 2016 году A24 также спродюсировали драму «Лунный свет», которая взяла три премии «Оскар»: за лучший адаптированный сценарий, лучшую роль второго плана и лучший фильм.
В январе 2017 года компания приобрела права на распространение в США и Китае своего первого фильма на иностранном языке: «Менаше». Помимо этого, в 2017 году A24 выпустили сразу несколько картин, которые были высоко оценены критиками и номинированы на множество номинаций: «Хорошее время» Братьев Сафди, «Убийство священного оленя» Йоргоса Лантимоса, «Леди Бёрд» Греты Гервиг, «Горе-творец» Джеймса Франко и «Проект „Флорида“» Шона Бэйкера.

### 2018—2019: Изменения в руководстве и партнёрства
28 февраля 2018 года A24 запустили подкаст под названием «The A24 Podcast». Эпизоды основаны на дискуссии между двумя представителями киноиндустрии. В подкасте в качестве гостей появлялись Бо Бернем, София Коппола, Пол Шредер, Мартин Скорсезе и Алия Шокат. Несмотря на отсутствие какой-либо заранее определенной структуры, эпизоды обычно содержат обсуждения недавних работ двух гостей, что позволяет распространять обсуждения на другие области. Первыми гостями стали Барри Дженкинс (режиссёр фильма «Лунный Свет») и Грета Гервиг (режиссёр фильма «Леди Бёрд»), которые обсуждали, каково это — снимать фильм о месте, где они выросли. По состоянию на 12 апреля 2024 года вышло 40 эпизодов.
26 марта 2018 года соучредитель Джон Ходжес объявил об уходе из компании. 15 ноября 2018 года A24 и Apple объявили о заключении многолетнего партнерства, в рамках которого A24 будет производить ряд оригинальных фильмов для Apple. Это не была сделка первостепенного выбора; это означает, что A24 может продолжать производить и приобретать фильмы для выпуска вне сделки, и что это не повлияет на предыдущие сделки, которые A24 подписала с другими компаниями.
13 ноября 2019 года A24 заключила с Showtime Networks договор о премиальном кабельном телевещании, охватывающий выпуски всех фильмов компании до 1 ноября 2022 года. Сделка исключает фильмы, которые уже являются частью партнерства с Apple.
В этот период A24 также выпускают ряд фильмов, отмеченных высокими оценками критиков и номинациями на главные кинопремии: «Реинкарнация» и «Солнцестояние» Ари Астера, «Дневник пастыря» Пола Шредера, «Восьмой класс» Бо Бернема, «Маяк» Роберта Эггерса и «Неогранённые драгоценности» Братьев Сафди.
Телевизионное подразделение A24 выпускает различные сериалы, включая «Рами» и «Эйфорию».

## Фильмография
| Дата выхода    | Название       |
| -------------- | -------------- |
| 19 января 2017 | Toru           |
| 20 июня 2017   | Men            |
| 10 мая 2020    | The Fall       |
| 21 июля 2020   | Страсбург 1518 |